# Strega
El Strega es un licor de hierbas italiano producido desde 1860 por la S. A. Distilleria Liquore Strega en Benevento (Campania, Italia). Su color amarillo se debe al azafrán que incluye la receta. El Strega tiene el 40 % de alcohol. Se elabora con setenta ingredientes, entre los cuales entran la menta y el hinojo. Se considera un digestivo, tomándose tras los alimentos.
Tiene un aspecto parecido al Galliano (aunque su amarillo es menos fuerte). Es ligeramente dulce, algo viscoso, y tiene un sabor complejo con fuertes notas de menta o conífera. Se usa para aromatizar la torta caprese, un tipo de pastel.
Strega significa ‘bruja’ en italiano, adecuado porque las leyendas de brujería en Benevento se remontan a la época del Imperio Romano y luego a la invasión lombarda.
El Premio Strega, actualmente el galardón literario más prestigioso de Italia, fue instituido en 1947 por Guido Alberti, entonces propietario de la compañía, junto a sus amigos la escritora Maria Bellonci y el marido de ésta, Goffredo.